# District d'Ōsato
Le district d'Ōsato (大里郡, Ōsato-gun) est un district de la préfecture de Saitama au Japon.
Au 1er novembre 2013, sa population était de 34 619 habitants pour une superficie de 64,17 km2.

## Commune du district
- Yorii